# Ulica Jacka Malczewskiego w Szczecinie
Ulica Jacka Malczewskiego – ulica w centrum Szczecina o długości ok. 1,5 km, prowadząca wzdłuż Parku im. Stefana Żeromskiego od ulicy Parkowej do alei Wyzwolenia, której przedłużeniem jest ulica Generała Ludomiła Rayskiego. Na odcinku od ulicy Parkowej do ulicy Matejki przylega park im. Stefana Żeromskiego.
Ulica utworzona w 1875 pod nazwą Birkenalee. Na zniszczonym podczas II wojny światowej terenie na odcinku między ulicą Jana Matejki a aleją Wyzwolenia w latach 60. XX w. wybudowano 4-piętrowe bloki mieszkalne tworzące Osiedle Grunwaldzkie. Znajduje się tu Szkoła Podstawowa nr 56 im. kpt. ż.w. Konstantego Maciejewicza oraz Przedszkole Publiczne nr 41 „Źródełko”. Ponadto na narożniku z al. Wyzwolenia w 2010 r. oddano do użytku biurowiec Oxygen.

## Historia
Przed rokiem 1945
Przedwojenna nazwa ulicy Birkenalee pochodziła od słowa „brzoza” – dominującego gatunku drzew rosnących wzdłuż ulicy. Do 1873 teren ten był objęty zakazem zabudowy w związku z ograniczeniami przepisów dotyczących przedpola twierdzy. Najwcześniej zabudowano rejon ulicy pomiędzy obecną aleją Wyzwolenia a ulicą Matejki kamienicami czynszowymi dla średnio zamożnego społeczeństwa. Powstała tu stosunkowo gęsta siatka ulic o układzie szachownicowym. Wybudowano tu eklektyczne kamienice z secesyjnymi i klasycystycznymi zdobieniami. Później, w latach 80. XIX w. wzniesiono kamienice w pobliżu ulicy Parkowej. W latach 90. XIX w. zabudowano narożniki z ulicą Jana Kazimierza. Pod nr 8 funkcjonowała wówczas scena „Thalia Theater”, później „Concordia Theater”. Przed I wojną światową w sąsiedztwie renomowanej kliniki „Trzy Dęby” przy ul. Żubrów powstały kolejne budynki o wysokim standardzie. W latach 30. XX w. pod numerami 5–7 wzniesiono okazały gmach wg projektu znanego szczecińskiego architekta Gustava Gaussa. W przedwojennym Szczecinie w 1879 uruchomiono tramwajową komunikację konną, przez ulicę Malczewskiego od ul. Parkowej do ul. Matejki wiodła wtedy trasa drugiej linii z Frauendorf (Golęcin) do Bellevue (teren Nowego Miasta). Po zainstalowaniu trakcji elektrycznej od 1912 na tej trasie jeździły tramwaje elektryczne linii 7.
Już kilka lat przed wybuchem II wojny światowej Szczecin stał się jednym ze strategicznych ośrodków przemysłowych III Rzeszy, dlatego podczas wojny miasto stało się celem nalotów bombowych. Birkenallee także ucierpiała – po silnym nalocie w nocy z 29/30 sierpnia 1944 na odcinku od al. Wyzwolenia do ul. Matejki zaledwie jednej kamienicy nie strawił pożar (pod nr 34).
Po roku 1945
Podczas II wolny światowej niemal cała część zabudowy pomiędzy ulicą Jana Matejki a aleją Wyzwolenia uległa zniszczeniu podczas bombardowań, zachowała się tylko kamienica pod numerem 34, wpisana do wojewódzkiego rejestru budynków. Po wojnie polskie władze stopniowo odbudowywały miasto. Puste place po zniszczeniach wojennych stopniowo wypełniano zabudową. W latach 60. XX wieku pomiędzy aleją Wyzwolenia, ul. Bazarową a ul. Matejki powstało Osiedle Grunwaldzkie złożone z bloków 4- i 5-piętrowych. Wznoszono także wyższe bloki mieszkalne. Budynek przy narożniku Wyzwolenia i Malczewskiego w 1968 wyróżniono tytułem „Mister Szczecina”. W 1972 nagrodę tę otrzymał (nieistniejący już) wieżowiec Domu Marynarza wzniesiony między ulicami Matejki i Żubrów. Wieżowcami zabudowano także działki po drugiej stronie ulicy Malczewskiego do ulicy Matejki. Dalsza część ulicy w kierunku ul. Parkowej została w mniejszym stopniu zniszczona, pozostały tutaj kamienice z XIX w. Pojedyncze plomby, m.in. przy narożniku ul. Jana Kazimierza, realizowano na początku lat 90. XX w. Na narożniku ulic Malczewskiego i al. Wyzwolenia w 2010 oddano do użytku biurowiec „Oxygen”. Zabytkowa kamienica pod nr 34 została odrestaurowana i obudowana z obu stron, tworząc tzw. „szczecińską kanapkę”. Tuż obok znajduje się zbudowane w 2003 Centrum Handlowe „Galaxy”, którego jeden bok leży wzdłuż ulicy Malczewskiego, a drugi – wzdłuż alei Wyzwolenia, zaś naprzeciw po drugiej stronie ulicy Malczewskiego znajduje się wspomniany biurowiec „Oxygen”.
W 1967 uruchomiono nową linię tramwajową nr 10 od Stoczni Remontowej do ulicy Wawrzyniaka przez całą długości ulicy Malczewskiego. Tory na odcinku od al. Wyzwolenia do ul. Matejki przestały być użytkowane w 1973, po czym zalano je asfaltem. W 1970 uruchomiono nową linię 11 na odcinku między ul. Parkową a ul. Matejki. Według stanu z 2024 wzdłuż ulicy Jacka Malczewskiego prowadzą tory tramwajowe na odcinku od ulicy Parkowej do ulicy Matejki, po których w stałej organizacji ruchu kursują tramwaje linii 5 i 11.

## Zdjęcia

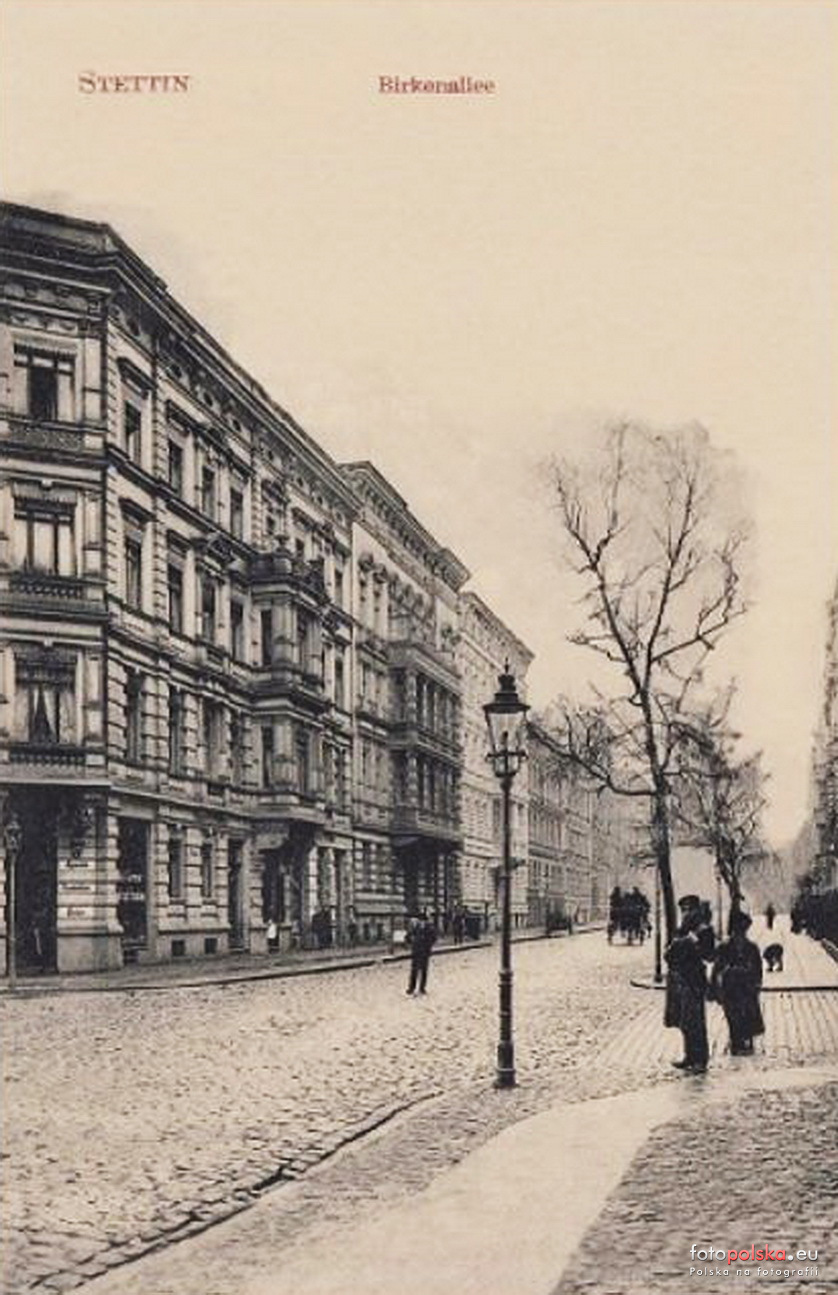
Birkenallee 36–30 (1905)
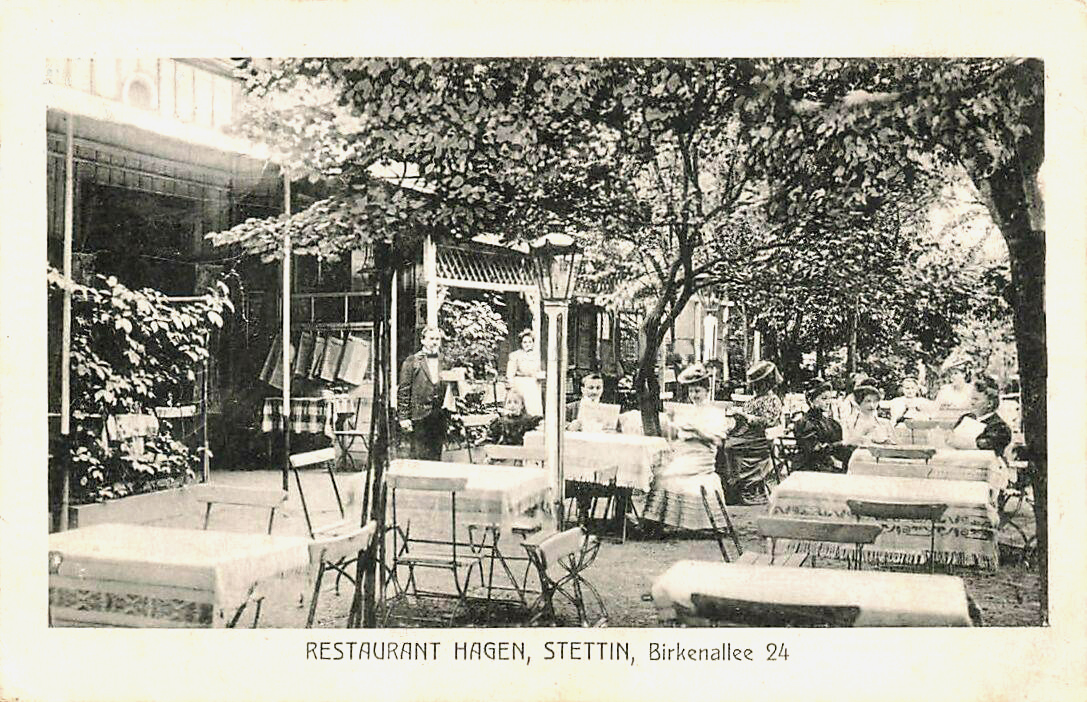
Restauracja Hagen, Birkenallee 24 (1906)
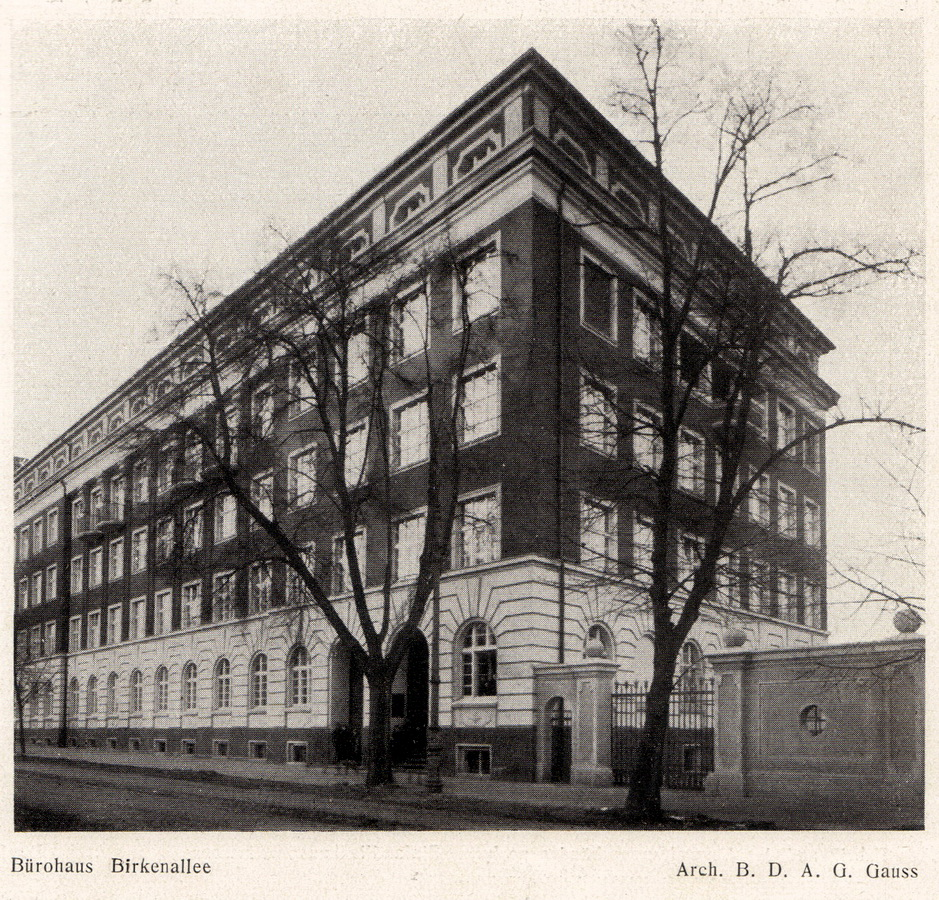
Birkenallee 5/7 (1924)
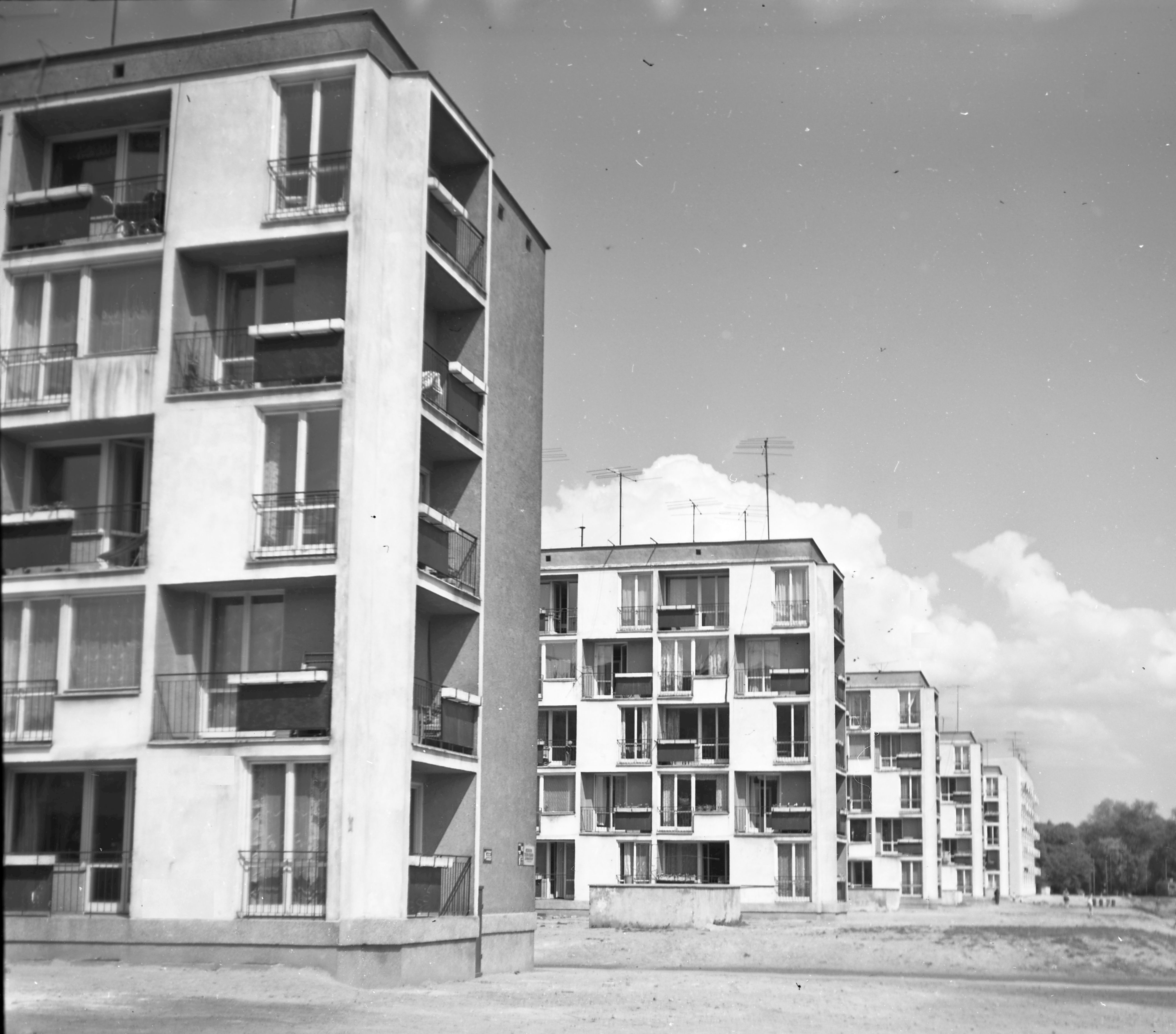
Malczewskiego 17–21 (1967)
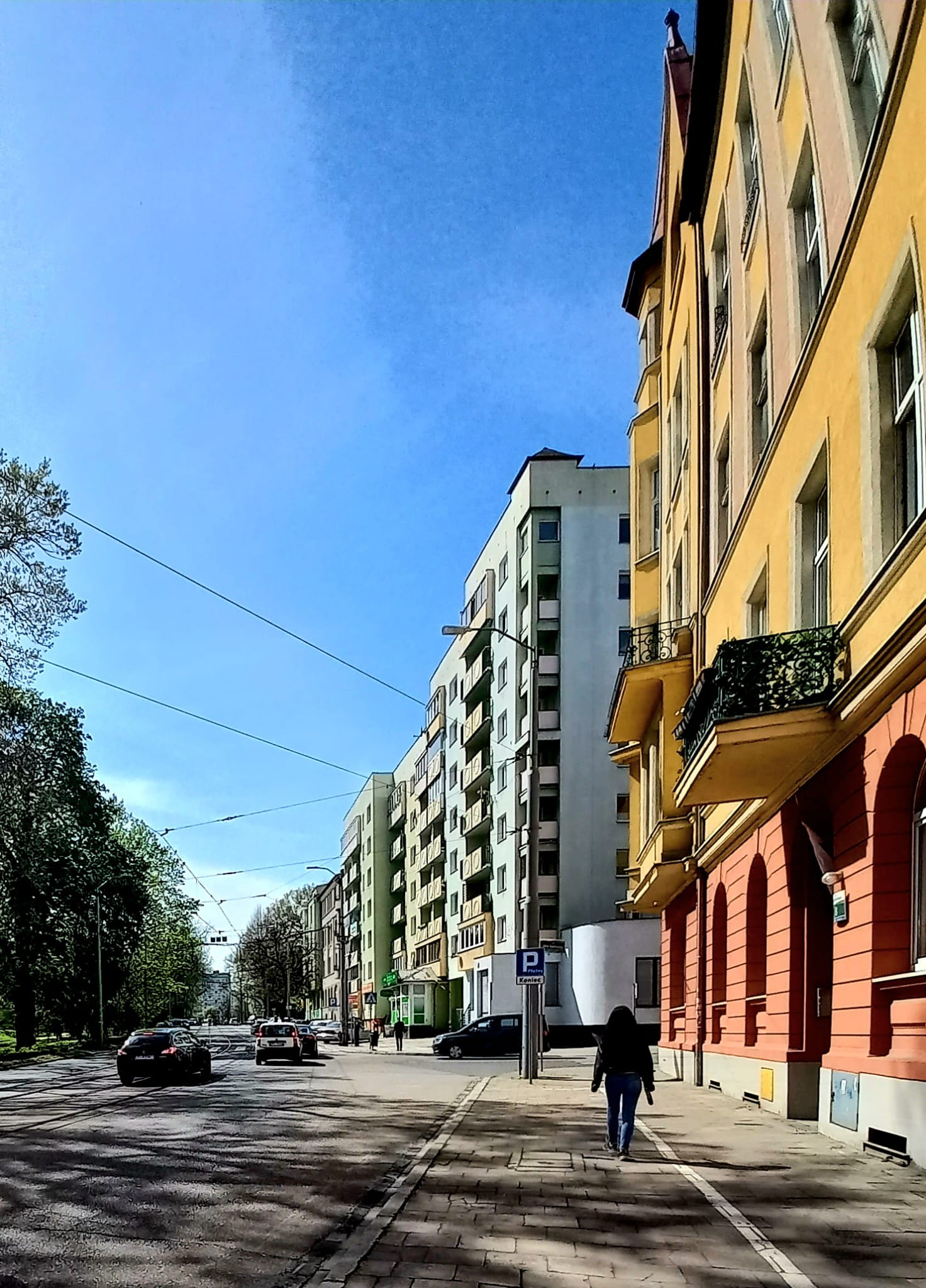
Malczewskiego 5 (2023)
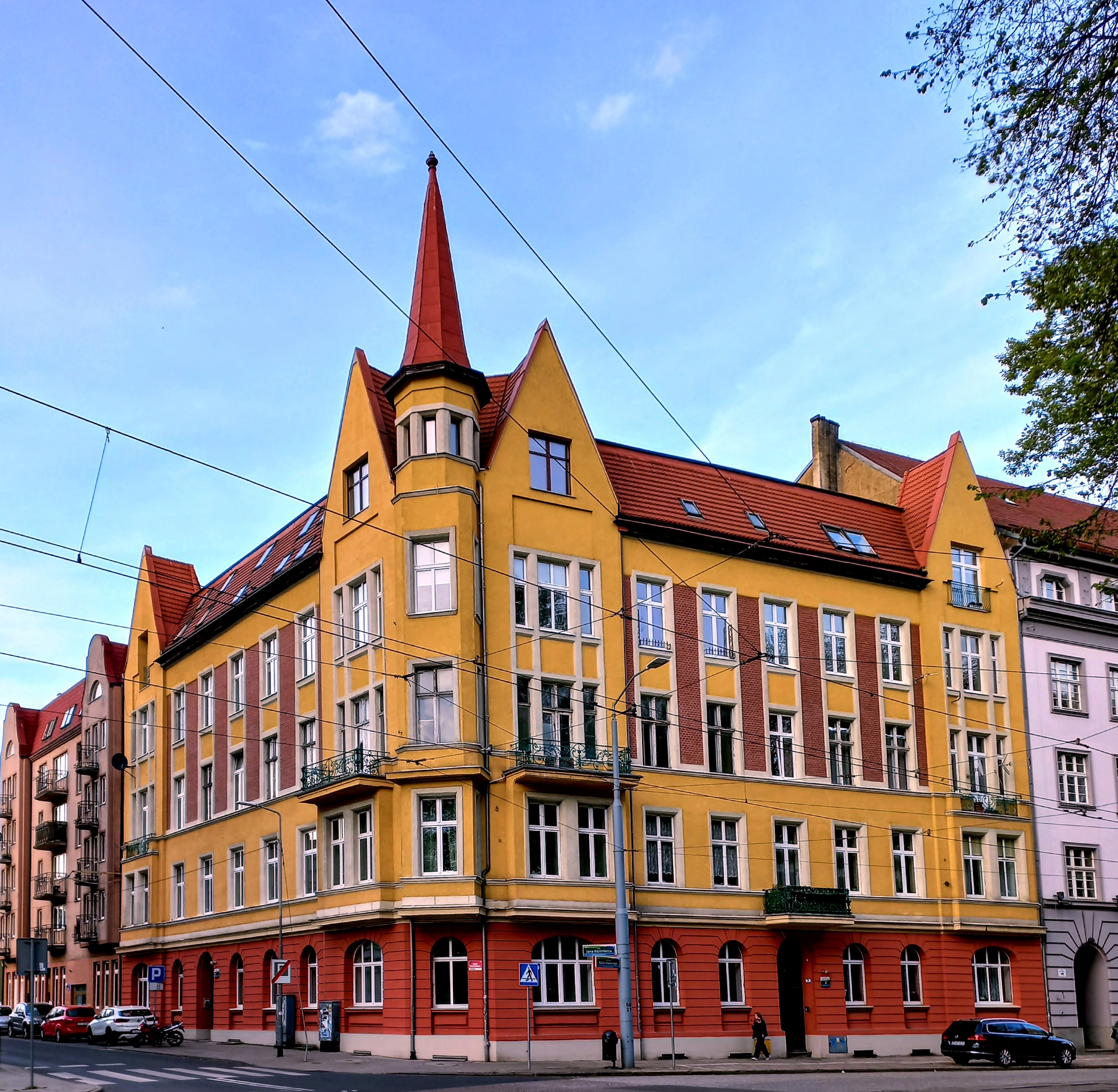
Malczewskiego 8 – skrzyżowanie z ul. Jana Kazimierza (2023)
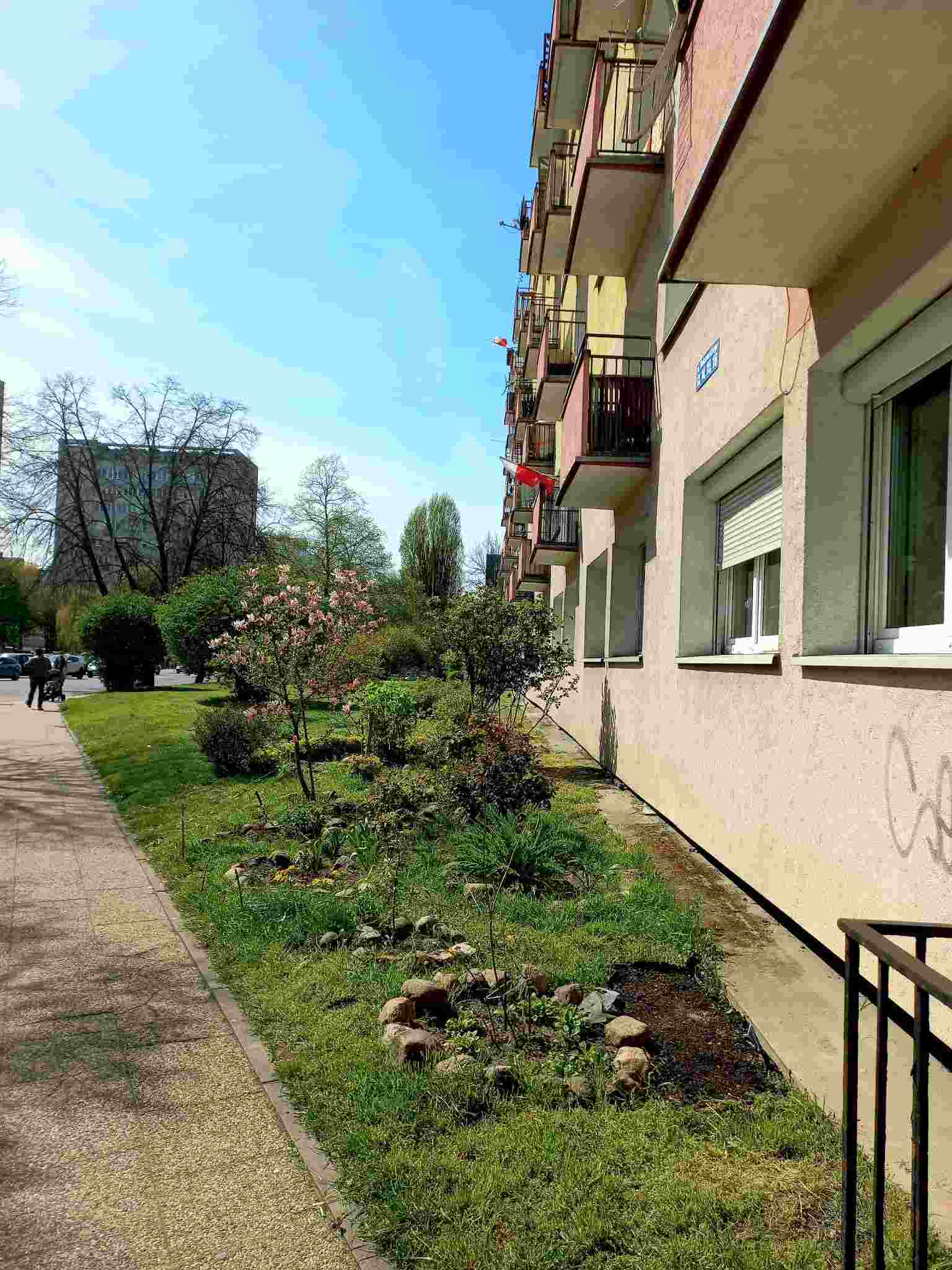
Malczewskiego 13–16 (2023)
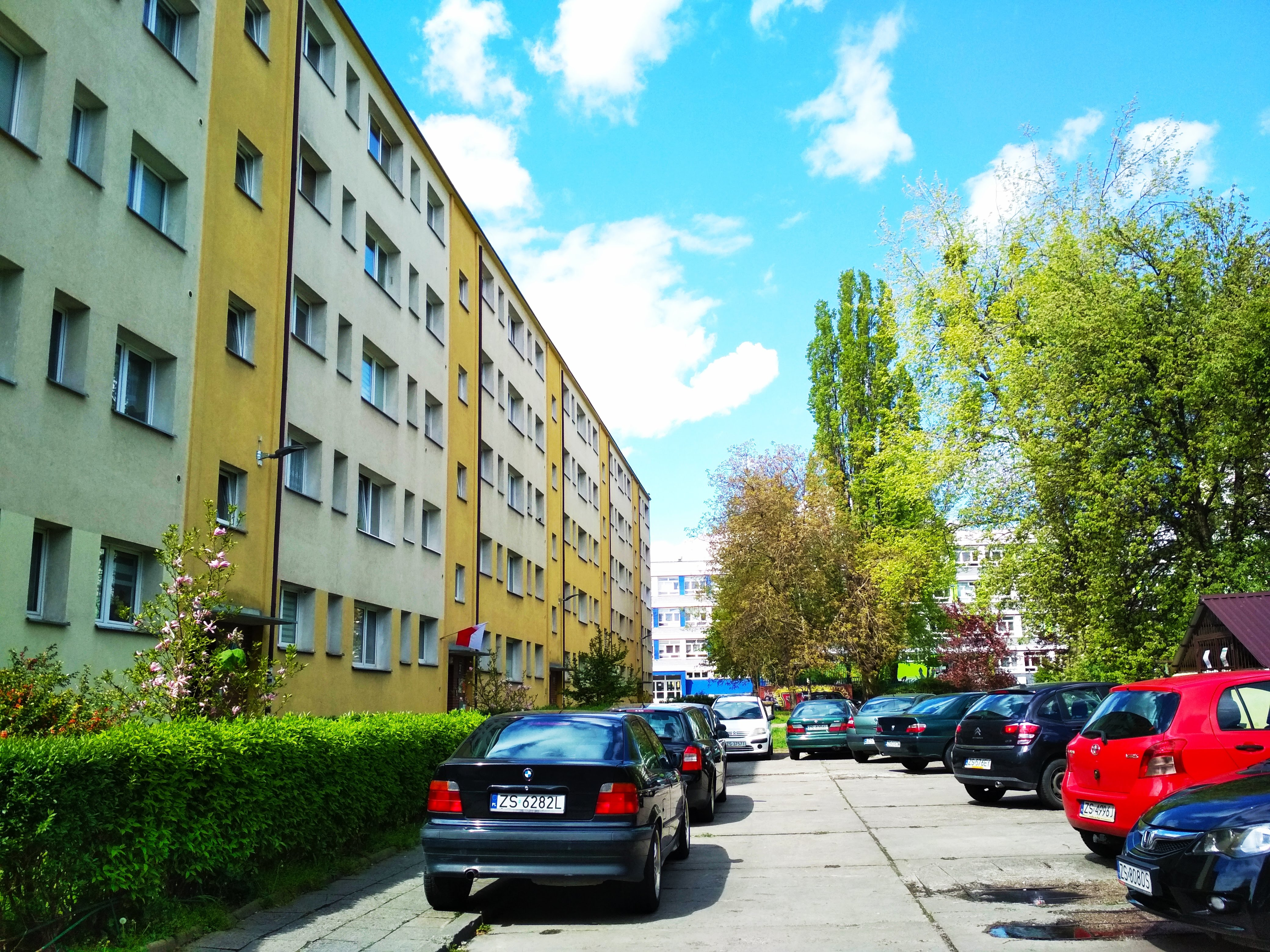
Malczewskiego 20–20D (2023)
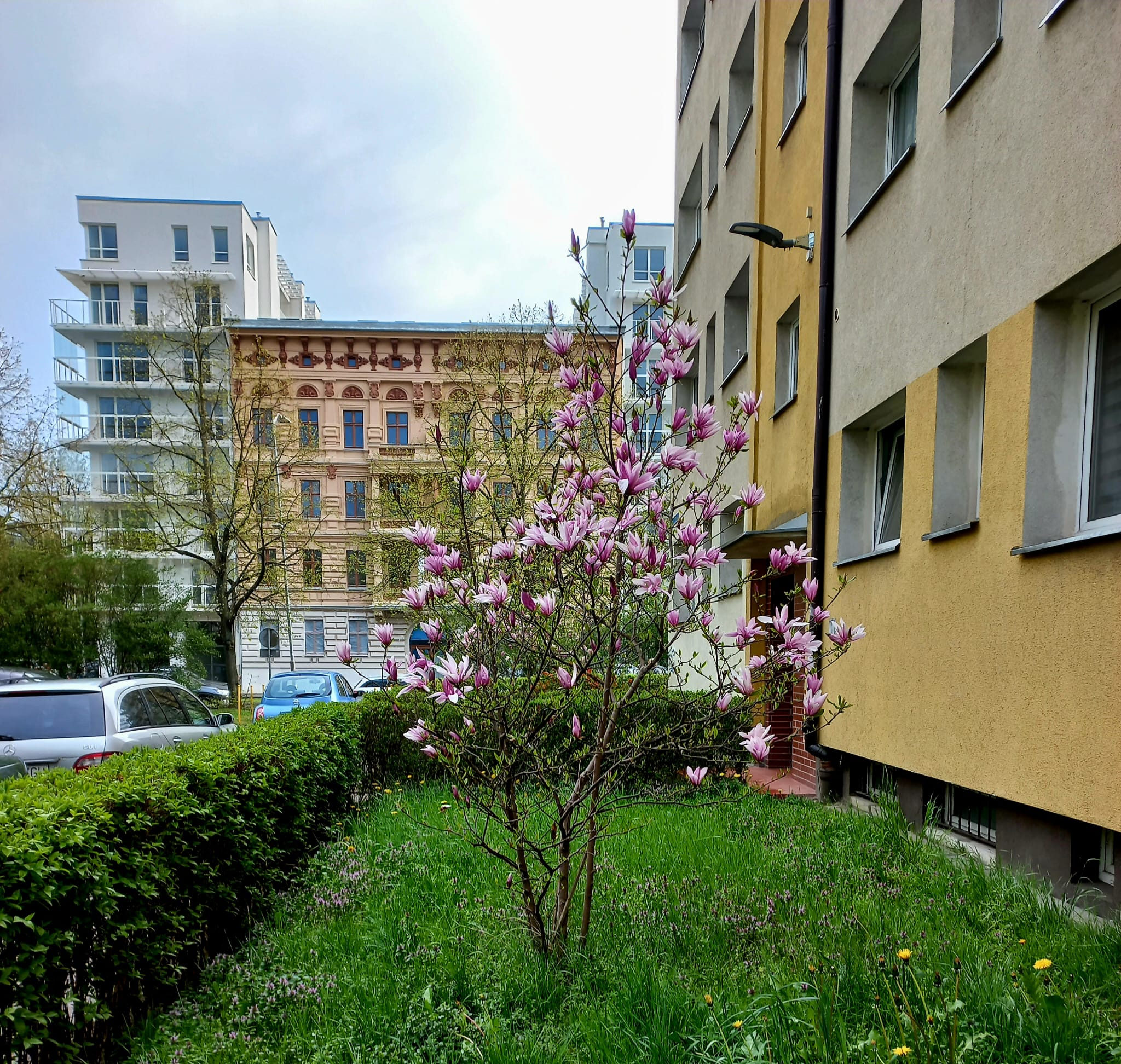
Malczewskiego 20A – w tle kamienica nr 34
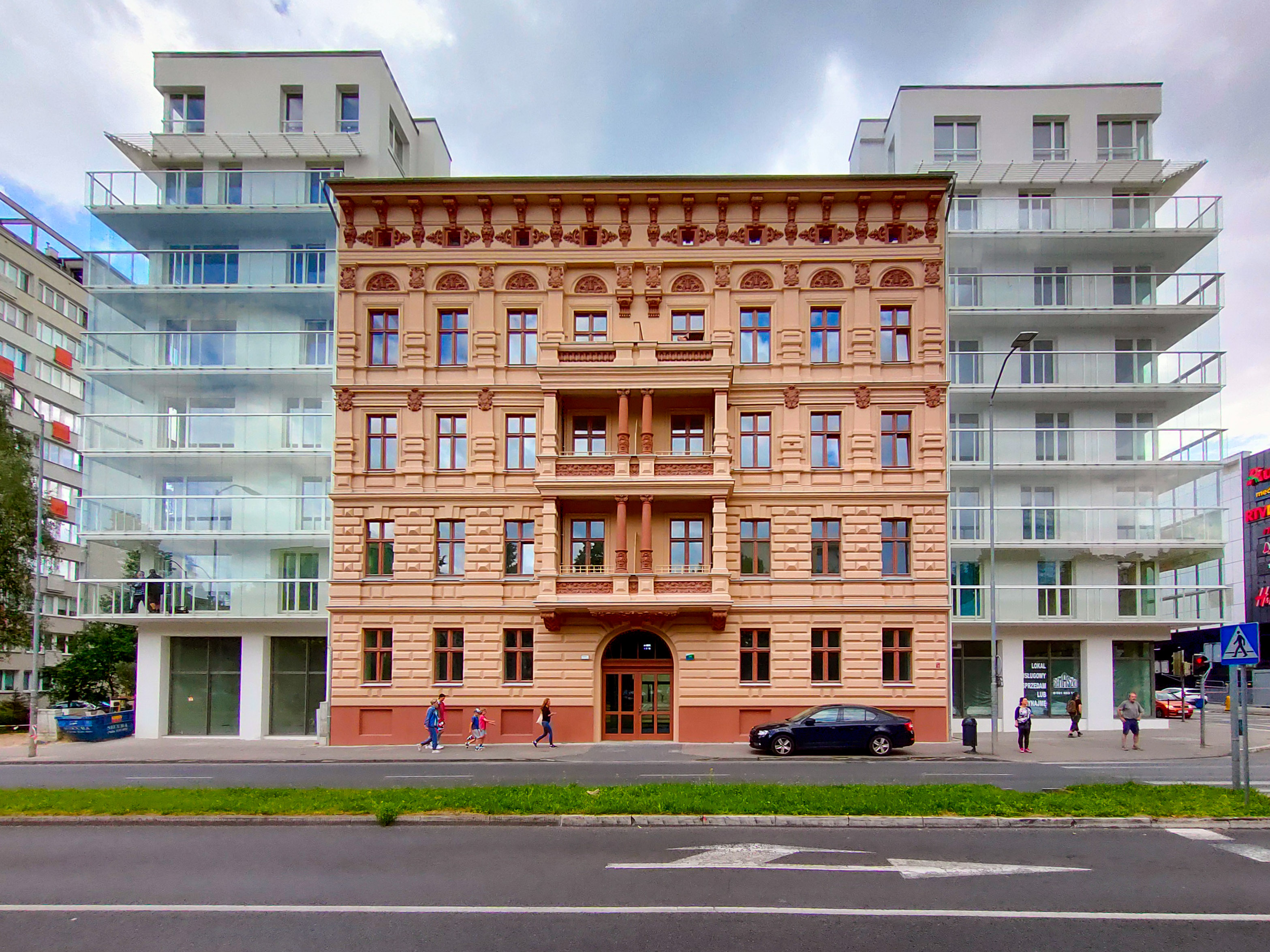
Kamienica pod nr 34 – szczecińska „Kanapka”
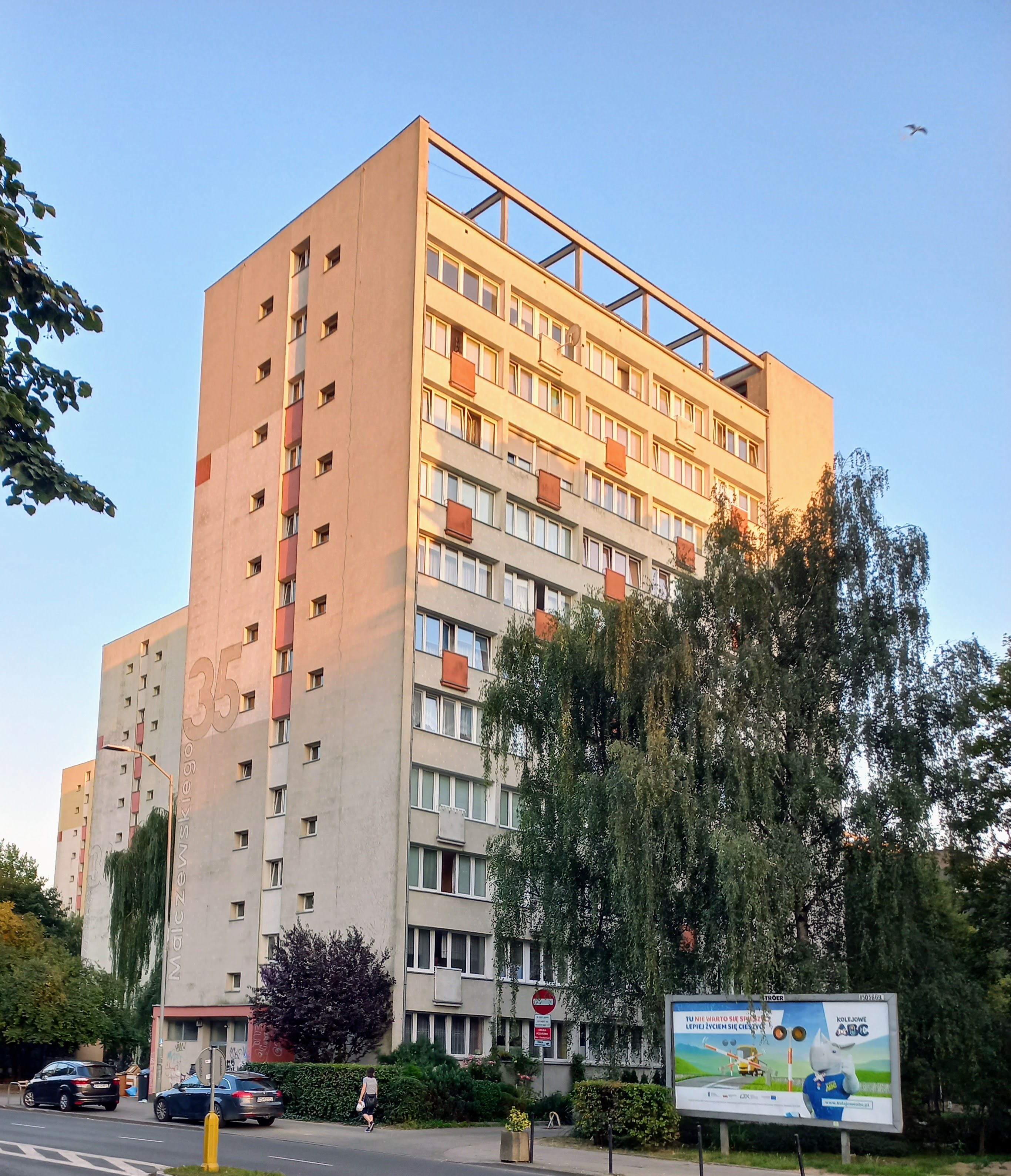
Malczewskiego 35 (2023)
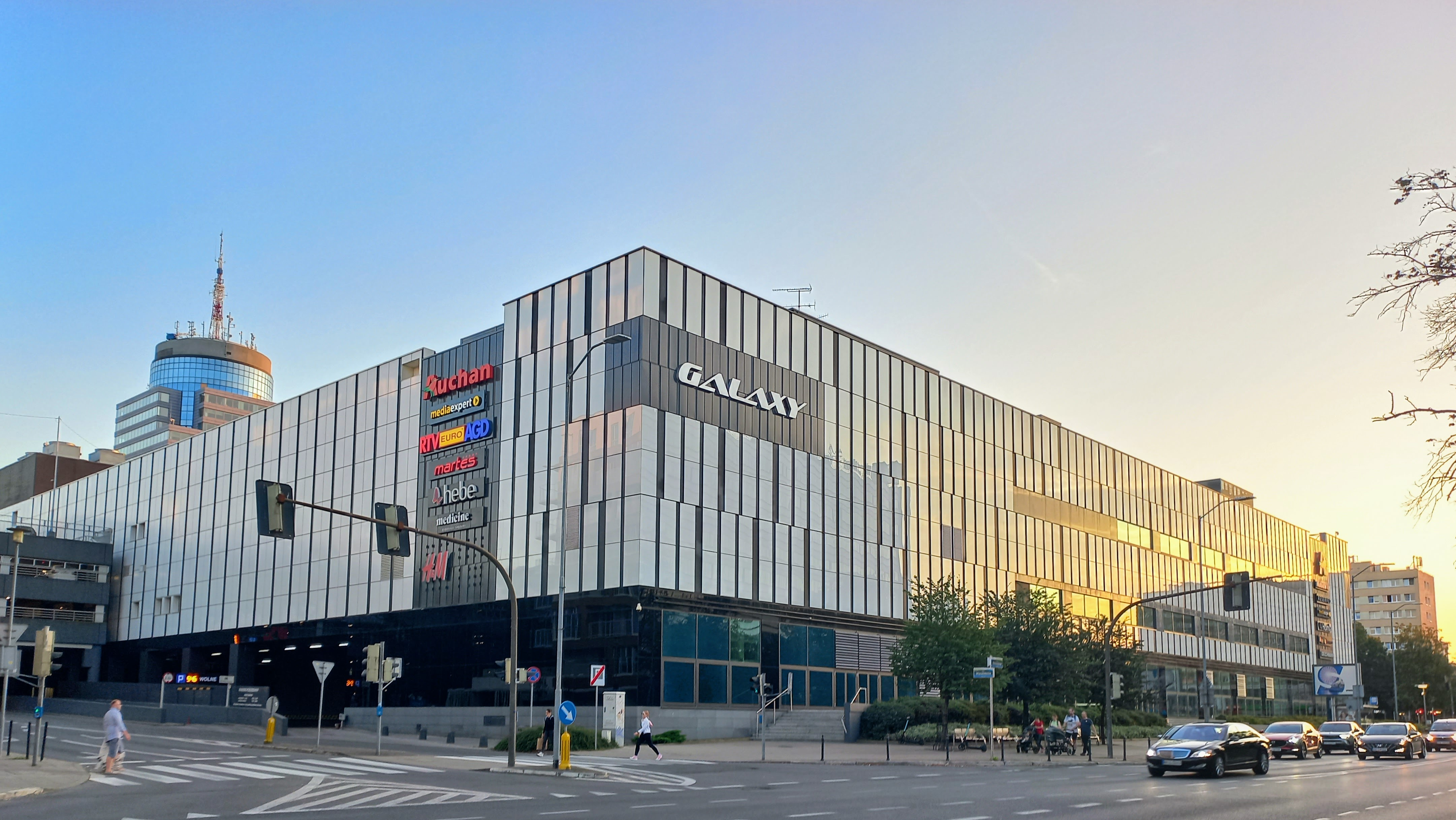
CH Galaxy (2023) po lewej stronie ulica Malczewskiego
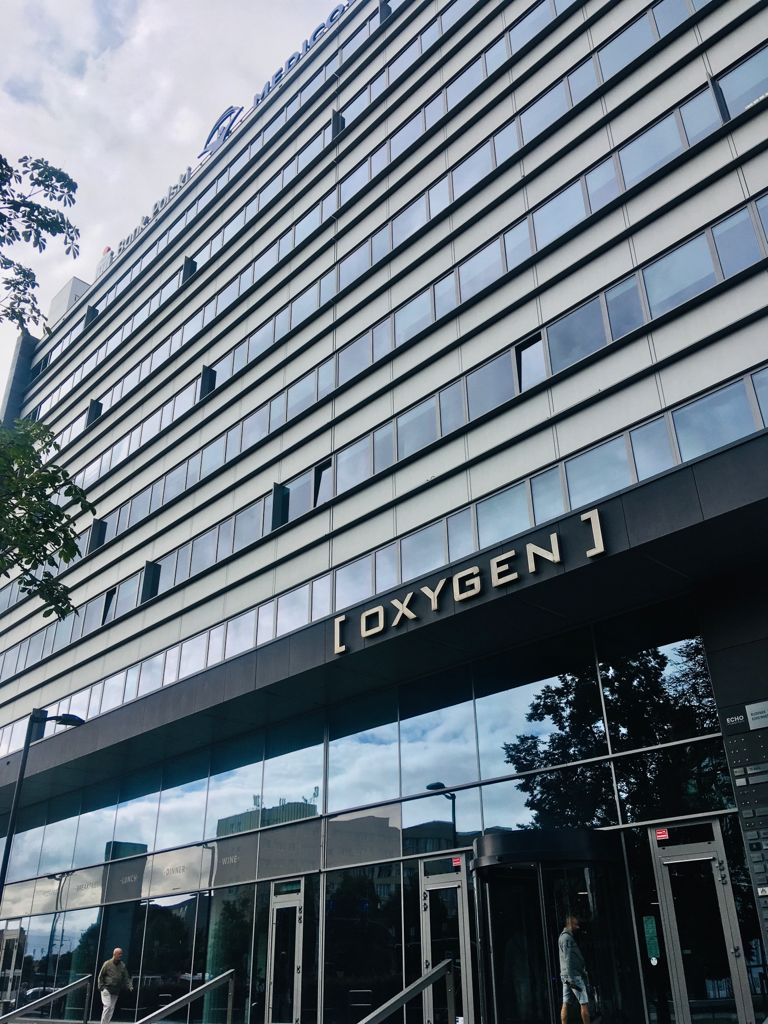
Biurowiec Oxygen (2022)